# Philip Oakey
Philip Oakey (ur. 2 października 1955 w Hinckley, Leicestershire, Wielka Brytania) – brytyjski wokalista zespołu The Human League.